# Prague 16
Prague 16, officiellement district municipal de Prague (Městská čast Praha 16), est une municipalité de second rang à Prague, en République tchèque. Le district administratif (správní obvod) du même nom comprend les arrondissements municipaux de Prague 16 (Radotin) et de Lipence, Lochkov, Velká Chuchle et Zbraslav.